# 楊守亮
楊守亮（？—894年），本姓訾，唐朝軍事人物。
楊復光之養子，改姓楊，早年為扈蹕都將，官至山南西道節度使，全靠養伯楊復恭提拔。景福元年（892年），楊守亮與西川節度使王建在四川東部交戰，史稱梓州之戰。大顺二年（891年），楊復恭失勢，十一月八日，昭宗令天威都将李顺节等人逮捕杨复恭。张绾、楊守信奮死抵抗，九日禁軍刘崇望前兵增援，杨复恭趁混亂之際前去興元依靠守亮。靜難節度使王行瑜，鎮國節度使韓建，同州節度使王行約，秦州節度使李茂莊，爭先上書，說楊守亮藏匿楊復恭。唐昭宗命李茂貞為招討使，与邠宁节度使王行瑜合力進取興元。李茂貞攻取興元，楊守亮同楊復恭、楊守信、楊守貞等人奔逃閬州。乾寧元年（894年）七月，杨守亮欲投奔河东节度使李克用，至华州，被韓建擒获。楊復恭跟韓建不和，對其辱罵，韓建大怒，將杨复恭、杨守亮一行人押解至長安。杨守亮请求活着被解送长安，希望能通过陈述先人功绩得免死，韩建答应，以槛车解送杨守亮，押送官吏用布帛绑缚他，用球堵住他的嘴。昭宗御延喜楼审问，杨守亮不能说话只能颔首，左右说杨守亮是服罪了，于是杨复恭、杨守亮等被执献太庙，斩于独柳下，枭首于市。

## 延伸阅读
[在维基数据编辑]
 《新唐書·卷186》，出自《新唐書》